# Андерсен, Сёрен
Сёрен Андерсен (дат. Søren Andersen; род. 31 января 1970, Орхус) — датский футболист, полузащитник известный по выступлениям за «Орхус», «Обльборг» и сборную Дании. Участник чемпионата Европы 1996, а также летних Олимпийских игр в Барселоне.

## Клубная карьера
Андерсен воспитанник футбольной академии «Силькеборга». В 1989 году он перешёл в клуб из своего родного города — «Орхус». За основную команду он дебютировал в августе того же года. В 1992 году Андерсен выиграл свой единственный трофей — Кубок Дании. В октябре 1993 года Сёрен перешёл в испанскую «Лериду». В Ла Лиге он отыграл сезон, запомнившись мячом в ворота мадридского «Реала». После вылета команды в Сегунду, Андерсен перешёл в «Райо Вальекано». В новой команде он провел полгода зимой 1995 года заключив контракт со шведским «Норрчёпингом». В Швеции Сёрен тоже провёл полгода, после чего вернулся на родину в «Обльборг». Он пришёл с целью заменить своего однофамильца Эрика Бо Андерсена, который перешёл в шотландский «Рейнджерс». Сёрен быстро стал основным футболистом, своей игрой заслужив приглашение в сборную на Евро-96. В сезоне 1996/1997 он стал лучшим бомбардиром команды и занял пятое место в общем зачете. За «Ольборг» Андерсен забил в общей сложности 36 голов в 77 матчах, в том числе пента-трик в ворота «Виборга».
В июле 1998 года Сёрен перешёл в английский «Бристоль Сити», выступающий в Чемпионшипе. Сумма трансфера составила £ 425 тыс. В дебютном матче против «Оксфорд Юнайтед» Андерсен забил два гола и помог команде добиться ничьей. В сентябре 1999 года Сёрен вернулся в Данию, где заключил контракт с клубом «Оденсе». В 54 матчах за команду он забил 24 мяча. В 2001 году Андерсен вернулся в родной «Орхус». В марте 2002 года в столкновении с вратарем «Копенгагена» Магнусом Кильстедом Андерсен сломал руку. В 2003 году он завершил карьеру из-за хронических болей ахиллесова сухожилия.

## Международная карьера
В 1992 году Андерсен принял участие в летних Олимпийских играх в Барселоне. На турнире он был запасным и не принял участие ни в одной из встреч.
В январе 1993 года Сёрен дебютировал за сборную Дании. В 1996 году Андерсен был включен в заявку на участие в чемпионате Европы в Англии. На турнире он принял участие во встрече против сборной Турции, заменив в конце матча Эрика Бо Андерсена.

## Статистика

### Матчи Андерсена за сборную Дании
| Матчи Андерсена за сборную Дании | Матчи Андерсена за сборную Дании | Матчи Андерсена за сборную Дании | Матчи Андерсена за сборную Дании | Матчи Андерсена за сборную Дании | Матчи Андерсена за сборную Дании |
| -------------------------------- | -------------------------------- | -------------------------------- | -------------------------------- | -------------------------------- | -------------------------------- |
| №                                | Дата                             | Соперник                         | Счёт                             | Голы Андерсена                   | Соревнование                     |
| 1                                | 30 января 1993                   | США                              | 2:2                              | —                                | Товарищеский матч                |
| 2                                | 2 июня 1996                      | Гана                             | 1:0                              | —                                | Товарищеский матч                |
| 3                                | 19 июня 1996                     | Турция                           | 3:0                              | —                                | Чемпионат Европы 1996            |
| 4                                | 14 августа 1996                  | Швеция                           | 1:0                              | —                                | Товарищеский матч                |
| 5                                | 1 сентября 1996                  | Словения                         | 2:0                              | —                                | Чемпионат мира 1998 (отбор)      |
| 6                                | 9 октября 1996                   | Греция                           | 2:1                              | —                                | Чемпионат мира 1998 (отбор)      |
| 7                                | 9 ноября 1996                    | Франция                          | 1:0                              | —                                | Товарищеский матч                |
| 8                                | 19 августа 1998                  | Чехия                            | 0:1                              | —                                | Товарищеский матч                |
| 9                                | 5 сентября 1998                  | Беларусь                         | 0:0                              | —                                | Чемпионат Европы 2000 (отбор)    |
| 10                               | 10 октября 1999                  | Иран                             | 0:0                              | —                                | Товарищеский матч                |
| 11                               | 13 ноября 1999                   | Израиль                          | 5:0                              | —                                | Чемпионат Европы 2000 (отбор)    |
| 12                               | 26 апреля 2000                   | Швеция                           | 0:1                              | —                                | Товарищеский матч                |

Итого: 12 матчей / 0 голов; 7 побед, 3 ничьи, 2 поражения.

## Достижения
«Орхус»
- Обладатель Кубка Дании: 1992